# Bruce Schneier

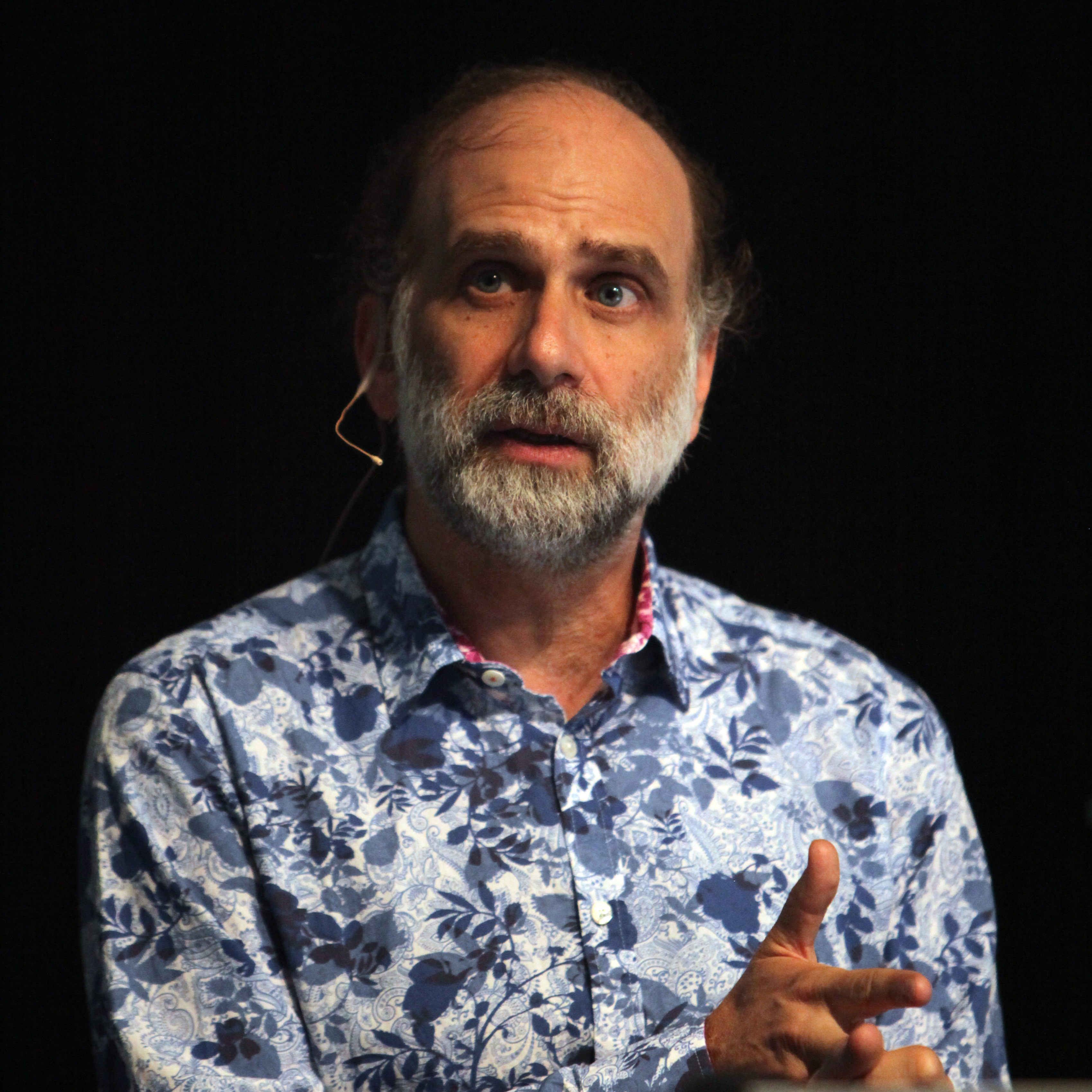
Bruce Schneier 2013

Bruce Schneier (n. 15 ianuarie 1963, New York City, New York, SUA) este un criptograf și scriitor american, specialist în securitatea informatică, autor al câtorva cărți de referință în domeniile sale de specialitate.